# Brachymeria flavipes
Brachymeria flavipes is een vliesvleugelig insect uit de familie bronswespen (Chalcididae). De wetenschappelijke naam is voor het eerst geldig gepubliceerd in 1793 door Fabricius.